# 斛斯徵
斛斯徵（529年—584年），字士亮。广牧郡富昌县人，中国南北朝西魏、北周、隋朝音乐家、儒学者。高车族，斛斯椿之子。
斛斯徵自幼聪颖，五岁暗誦《孝经》、《周易》。534年（永熙三年）和父亲随魏孝武帝入关。长大后，博览群书，习《三礼》，善解音律。以父之功封城陽郡公。西魏大統末年，初任通直散騎常侍，進太常少卿。雅乐废缺，斛斯徵搜集典故，创新改旧。当时有一种失传的乐器錞于，有人从蜀地得到，只有斛斯徵认识。他引用干宝《周礼注》的記述，用芒筒捋它，声音非常激越。斛斯徵用它来作合奏乐。
556年（西魏恭帝三年）建六官，斛斯徵官拜司乐下大夫。後進司乐中大夫，受位驃騎大将軍、開府。转任内史下大夫。568年（天和三年），周武帝命诸皇子从他受业，向皇子講義儒学，称呼他为夫子。571年（天和六年），受位司宗中大夫，管轄乐部，代行内史。封岐国公，转任小宗伯。小宗伯如故，任太子太傅。
578年（宣政元年），周宣帝即位，斛斯徵担任上大将軍、大宗伯。武帝葬儀上，周宣帝想要早葬，斛斯徵依礼法主張七月安葬、宣帝不听。他反对採用郑译献上的新乐。上疏极谏，指出宣帝的過失，宣帝接受郑译的誣告，将他下獄。獄卒張元可怜他，用佩刀挖墙把他放出去。張元被拷問，但什么也没说。斛斯徵后来遇赦免罪。
581年（開皇元年），隋文帝即位，斛斯徴官復原职，任太子太傅，隋文帝命他編纂《乐書》。584年（開皇4年）斛斯徵去世。享年五十六岁。著作《乐典》十卷。其子斛斯該嗣位。

## 延伸阅读
[在维基数据编辑]
 《周書·卷26》，出自令狐德棻《周書》